# Jörg Zirfas
Jörg Zirfas (* 20. Oktober 1961 in Dernbach (Westerwald)) ist ein deutscher Erziehungswissenschaftler und Hochschullehrer.

## Leben
Zirfas legte 1982 sein Abitur in Rheinbach ab. Im Anschluss studierte er bis 1985 Philosophie, Germanistik und Erziehungswissenschaft an der Universität Bonn und danach bis 1988 an der FU Berlin. Im Jahr 1988 erlangte er den Magister Artium mit einer Magisterarbeit über Michel Foucaults Analytik des Subjektbegriffs. Im Jahr 1993 promovierte Zirfas in Erziehungswissenschaft mit einer Dissertation mit dem Titel Präsenz und Ewigkeit. Prolegomena zu einer Anthropologie des Glücks. Anschließend war er von 1993 bis 1995 Lehrbeauftragter am Institut für Allgemeine und Vergleichende Erziehungswissenschaft an der FU Berlin und von 1995 bis 1998 Wissenschaftlicher Mitarbeiter am Institut für Allgemeine Pädagogik an der FU Berlin. Im Jahr 1998 habilitierte Zirfas sich mit einer Schrift über die moralische Begründung pädagogischen Denkens und Handelns. Er erhielt die Venia legendi für das Fach Erziehungswissenschaft. Seit 1999 war er im Sonderforschungsbereich „Kulturen des Performativen“ tätig. 1999 erfolgte die Ernennung zum Oberassistenten am Institut für Allgemeine Pädagogik an der FU Berlin; hier arbeitete er im Aufbaustudiengang European Masters in Intercultural Education mit. Seit 2003 war Zirfas Akademischer Rat und seit 2007 Akademischer Oberrat am Institut für Pädagogik an der Universität Erlangen-Nürnberg. Zirfas wurde dort 2005 zum außerplanmäßigen Professor ernannt und gründete im gleichen Jahr das dort ansässige Interdisziplinäre Zentrum Ästhetische Bildung mit. Seit 2010 war Zirfas Lehrstuhlinhaber am Institut für Pädagogik in Erlangen. Im Oktober 2013 erhielt er die Professur für Allgemeine Erziehungswissenschaft mit dem Schwerpunkt Pädagogische Anthropologie an der Universität zu Köln. Seit 2014 ist Zirfas Vorsitzender der Kommission „Pädagogische Anthropologie“ der Deutschen Gesellschaft für Erziehungswissenschaft.

## Schriften (Auswahl)
- Präsenz und Ewigkeit. Eine Anthropologie des Glücks, Reimer, Berlin 1993, ISBN 978-3-496-02522-1.
- Pädagogik und Anthropologie. Eine Einführung, Kohlhammer, Stuttgart 2004, ISBN 978-3-17-017977-6.
- Geschichte der ästhetischen Bildung, Vier Bände, Ferdinand Schöningh, Paderborn 2009–2021.
- mit Benjamin Jörissen (Hrsg.): Schlüsselwerke der Identitätsforschung. Ein Lehrbuch. VS Verlag für Sozialwissenschaften, Wiesbaden 2010, ISBN 978-3-531-15806-8.
- Einführung in die Erziehungswissenschaft, UTB, Paderborn 2018, ISBN 978-3-8252-4874-1.
- mit Daniel Burghardt: Der pädagogische Takt. Eine erziehungswissenschaftliche Problemformel, Beltz, Weinheim 2019, ISBN 978-3779939863.
- Pädagogische Anthropologie. Eine Einführung, UTB, Paderborn 2021, ISBN 978-3-8252-5568-8.